# Райдуга Шість (роман)
Райдуга Шість (англ. Rainbow Six) — науково-фантастичний технотрилер, американського письменника Тома Кленсі, опублікований 3 серпня 1998 року. Роман розповідає про «Райдугу» — секретну міжнародну контртерористичну організацію, очолювану Джоном Кларком (по сюжету він має короткий позивний «Шість», або повністю «Райдуга Шість»). Цій організації доведеться долати складну апокаліптичну змову, до якої вони добираються після серії з кількох, здавалося б, випадкових терористичних атак.
Це другий роман, після «Без каяття» (1993), сюжет якого в основному зосереджено на Джонові Кларку,— одному з повторюваних персонажів, котрий переходить з книги до книги Кленсі. У романі також зображений його зять Домінго «Дінг» Чавес, який також є персонажем кількох романів Тома Кленсі.
Роман дебютував під номером один у списку бестселерів The New York Times. Він отримав змішані відгуки від критиків, які хвалили екшн-сцени та напругу твору, але критикували опис деяких персонажів та нереалістичний сюжет. Він також викликав негативну реакцію з боку природозахисних рухів за негативне зображення рухів радикальної екології. Продовження роману — книга «Ведмідь і дракон» вийшла у 2000 році.
Книга «Райдуга Шість» була адаптована у відеогрі Tom Clancy's Rainbow Six, що була розроблена компанією Red Storm Entertainment одночасно з романом і випущена трохи пізніше в серпні, гра досягла комерційного успіху та позитивних відгуків у критиків, породивши успішну серію.

## Сюжет
Після закінчення холодної війни терористичні групи, які раніше підтримувалися Радянським Союзом, занепадають, тоді як міжнародний тероризм загалом починає зростати. Щоб боротися з цим ростом, співробітник ЦРУ Джон Кларк, підтримуваний президентом США Джеком Раяном, створює секретну міжнародну контртерористичну організацію під назвою «Райдуга». Організація базується в Герефорді, Англія, і складається з двох оперативних груп кращих солдатів сил спеціальних операцій з країн НАТО, доповнених експертами з розвідки та технологій з ФБР, МІ-6 і Моссаду. Кларк призначений командиром загону «Райдуга» (позивний «Райдуга Шість»); офіцер британського SAS Алістер Стенлі («Райдуга П'ять») служить його заступником, а зять Кларка Домінго Чавес очолює Команду-2 — одну з підкоманд загону.
У своєму першому бойовому розгортанні Команда-2 рятує заручників під час пограбування банку в Берні, Швейцарія. Кілька тижнів потому їх відправляють до Австрії, де німецькі ліві терористи захопили приватний замок багатого австрійського бізнесмена, щоб отримати «спеціальні коди доступу» (неіснуючі насправді) до міжнародних «секретних» торгових ринків. Пізніше обидві команди відправляють у парк розваг Worldpark в Іспанії, де терористи, зокрема баскські революціонери, захопили в заручники велику групу дітей, убивши одного, щоб продемонструвати свою безжалісну рішучість. Вони вимагають звільнити в'язнів з тюрем різних країн, у тому числі відомого терориста Карлоса Шакала, що відбуває довічний термін у французькій в'язниці. Команда-2 знищує всіх терористів, при цьому обійшлось без додаткових втрат серед заручників.
Кларк і його колеги мають підозри, що три терористичні атаки, які сталися протягом кількох тижнів не є просто випадковістю, оскільки раніше напади терористів траплялись значно рідше. Вони не знають, що ці атаки є частиною складного плану знищення майже всього людства під кодовою назвою «Проєкт».
Доктор Джон Брайтлінг, переконаний радикальний захисник навколишнього середовища, який очолює біотехнологічну компанію під назвою Horizon Corporation, віддав наказ про початок цих терористичних атак через колишнього офіцера КДБ Дмитра Попова, щоб підняти світове занепокоєння щодо тероризму, і тим самим створити запит на додаткову охорону. Він хотів цим самим створивши умови, щоб охоронна фірма співучасника змови Білла Генріксена отримала ключовий контракт для забезпечення безпеки під час літніх Олімпійських ігор, що невдовзі відбудуться в Сіднеї, Австралія. Тоді Генріксен організує масове зараження спортсменів та відвідувачів стадіону штамом «Шиви» — штучно створеного в лабораторіях біологічного агента віруса Еболи, ще більш смертоносного, ніж той, що поширився роком раніше (в попередньому романі Тома Кленсі «Виконавчі накази»). «Шиву» було розроблено корпорацією Horizon і летальність випробували на викрадених людях. Вірус планується розпилити на стадіоні Stadium Australia через систему охолодження туманом, під час церемонії закриття Олімпійських ігор, заражаючи спортсменів і глядачів, які повернуться на батьківщину, і поширять «Шиву» по всьому світу. Пандемія, що виникла б в результаті, убила б величезну кількість людей. В другій частині плану зараження Horizon планував почати розповсюджувати «вакцину A проти „Шиви“» —, а насправді повільну діючу версію «Шиви» — забезпечивши смерть для решти населення світу. Декілька сотень «обраних» — змовників на чолі з Брайтлінгом, отримавши щеплення справжньою вакциною, потім успадкували б спорожнілий світ, виправдовуючи свої геноцидні дії «рятуванням світу» від людства.
Попов дізнається про існування «Райдуги», коли переглядає відеозаписи дій спецпідрозділів, які завадили організованим ним нападам, і звертає на це увагу Брайтлінга. Брайтлінг і Генріксен розуміють що «Райдуга» загрожує їх плану і наказують Попову організувати напад на базу «Райдуги» у Герефорді, щоб запобігти відрядженню їх на Олімпійські ігри в Сіднеї. Попов переконує групу Тимчасової ірландської республіканської армії захопити госпіталь поблизу бази «Райдуги» та захопити дружину Кларка Сандру та вагітну дружину Чавеса Патрісію, які працюють там медсестрою та лікаркою. Коли «Райдуга» прибуває, бойовики, які ховаються у вантажівках, влаштовують їм засідку, убивши двох солдат «Команди-1» і поранивши кількох інших, у тому числі Стенлі. Незважаючи на перші в свої практиці втрати, завдяки діям технічного спеціаліста групи, «Райдузі» вдається відбити напад та звільнити госпіталь без подальших втрат, а також нейтралізувати нападників, взявши кількох у полон. Під час допиту тих, хто вижив, Кларк і Чавес дізнаються про причетність Попова, а Брайтлінг в той час евакуює Попова на базу «Horizon Олімп» у Канзасі. Через кілька годин після нападу терористів знервована Патриція народжує сина Чавеса.
Однак запрошення Попова на базу «Horizon Олімп» виявляється фатальним прорахунком: Попов ще не знав про геноцидні плани свого роботодавця, і коли один із співробітників «Олімпу» розповідає йому про «Проєкт», то Попов, приголомшений тим жахом, втіленню якого він несвідомо допомагав, вбиває співробітника, тікає з Канзасу та розповідає Кларку все, що знає про «Проєкт». Попередження Попова прийшло якраз вчасно, щоб Чавес і Команда-2, які були відправлені на Олімпійські ігри для консультації щодо заходів безпеки, зробили засідку у приміщенні фільтрації води, піймали злочинця, що приніс каністру з вірусами і в останню хвилину перешкодили розпиленню вірусу «Шиви».
Оскільки їхні плани руйнуються, і виникає загроза переслідувань, Брайтлінг наказує знищити всі компрометуючі матеріали та файли; він і всі учасники проекту, посвячені у таємний план, тікають на додаткову базу Horizon у тропічних лісах Амазонки в Бразилії. Брайтлінг здається, впевнений, що його адвокати зможуть завадити кримінальному переслідуванню, оскільки немає реальних доказів проти нього та його людей.
Кларк особисто скеровує обидві команди «Райдуги» на цю базу. Брайтлінг посилає кількох своїх озброєних, але переважно ненавчених людей, щоб влаштувати їм засідку, але вони стають легкою здобиччю для «Райдуги». Далі Кларк наказує тим, хто лишився, роздягнутися, знищує їхній одяг і підриває всі приміщення, залишаючи їх напризволяще посеред джунглів Амазонки, ніби знущаючись над їх бажаннями «відновити зв'язок з природою».
Через півроку Чавес читає статтю про те, що Попов (який згідно домовленості не був притягнутий до відповідальності) виявив золоте родовище на нещодавно придбаній території, яка була раніше власністю члена «Проєкту» (Попов дізнався про родовища золота від члена «Проєкту», під час перебування в «Horizon Олімп» і не зміг стримати свою жадобу наживи), і про революційні медичні відкриття компанії Horizon, зроблені під новим керівництвом. Чавес цікавиться, чи вижили члени «Проєкту»; Кларк повідомляє йому, що з тих пір жодної людської діяльності в цьому районі не було виявлено. Чавес більше не думає про вбивць, продовжуючи служити в «Райдузі» і виховуючи сина.

## Персонажі

### Команда «Райдуга»

#### Виконавча та допоміжна гілки
- Джон Кларк: Командир загону, позивний «Шість».
- Алістер Стенлі: заступник командира, позивний «П'ять».
- Білл Тоні: керівник відділу розвідки, колишній аналітик розвідки MI6.
- Доктор Пол Беллоу: постійний психолог, який спеціалізується на кримінальній психології, агент ФБР; він допомагає у переговорах з терористами та звільняє заручників під час перемовин.
- Тім Нунан: постійний фахівець з тактичної електроніки та спостереження, спеціальний агент ФБР.
- Девід Пелед: Керівник технічного персоналу, агент Моссаду.
- Сем Беннетт: офіцер зв'язку, майор ВПС США.
- Деніел «Ведмідь» Маллой: пілот вертольота Rainbow MH-60K Night Hawk, підполковник Корпусу морської піхоти США.
  - Гаррісон: другий пілот Маллоя, старший лейтенант ВПС США, колишній пілот 1-го відділення спеціальних операцій.
  - Джек Ненс: начальник екіпажу вертольота Меллоу та Гаррісона, сержант Королівських ВПС.
- Дейв Вудс: інструктор стрільбища, британський кольоровий сержант.
- Еліс Фургейт і Хелен Монтгомері: виконавчі секретарі.
- Кетрін Муні: секретар.

#### Команда-1
- Майор Пітер Ковінгтон: командир команди-1, член SAS.
- Мігель «Майк» Чін: колишній морський котик ВМС США, помічник головного машиніста.
- Мортімер «Сем» Х'юстон: Снайпер-спостерігач.
- Фред «Фредді» Франклін: гвинтівка 1-2, колишній інструктор стрілецького підрозділу армії США та рейнджер у Форті Мур.
- Джефф Бейтс: колишній британський член SAS.

#### Команда-2
- Домінго «Дінг» Чавес: командир Команди-2, колишній член відділу спеціальних операцій ЦРУ, зять Кларка та колишній солдат спецоперацій армії США.
- Едді Прайс: заступник командира, старший член, колишній сержант SAS, курець трубки, яка стає зачіпкою, що допомагає розсекретити загін.
- Хуліо «Осо» Вега: HWO, колишній член Delta Force.
- Луї Луазель: спеціаліст, колишній член DGSE.
- Джордж Томлінсон: колишній член Delta Force.
- Майк Пірс: колишній член 82-ї повітряно-десантної дивізії.
- Стів Лінкольн: колишній член Delta Force.
- Скотті Мактайлер: колишній член SAS.
- Генк Паттерсон: колишній член Delta Force.
- Педді Конноллі: експерт-вибухотехнік, колишній член SAS.
- Гомер Джонстон: снайпер, колишній член Delta Force.
- Дітер Вебер: снайпер, колишній німецький фельдфебель GSG 9.

### Корпорація «Горизонт» і проект
- Джон Брайтлінг: мільярдер, голова правління корпорації Horizon, головний ідеолог «Проєкту»
- Білл Генріксен: консультант з питань безпеки, керівник відділу глобальної безпеки, колишній агент ФБР і член команди порятунку заручників
- Керол Брайтлінг: науковий радник президента, «колишня» дружина Джона Брайтлінга (їхнє розлучення було хитрістю, використаною для захисту її позиції, дозволяючи їй передавати урядові таємниці для Horizon)
- Джон Кіллгор: старший науковий співробітник, який бере участь у тестуванні вірусу «Шива»
- Барбара Арчер: дослідник, який брав участь у тестуванні вірусу «Шива»
- Кірк Маклін: Дослідник, якому доручено викрадати бездомних чоловіків і самотніх жінок у Нью-Йорку, щоб використовувати їх як піддослідних для «Шиви»; також член Sierra Club
- Стів Берг: дослідник, якому доручено розробити вакцину проти «Шиви»
- Лані Палачек: Дослідник, який працює під керівництвом Джона Кіллгора над дослідженням передачі «Шиви»
- Марк Вотерхаус: рекрутер компанії Брайтлінга
- Фостер Ханікутт: «Виживальник», один з тих кого Брайтлінг обрав до «Проєкту»
- Вілсон Гіринг: колишній підполковник хімічного корпусу армії США, якому доручили розпилити вірус «Шиви» на Олімпіаді
- Девід Доусон: начальник служби безпеки на базі «Horizon Олімп», колишній військовий
- Бенджамін Фармер: колишній морський піхотинець, охоронець Horizon
- Дік Восс: колишній сержант армії у Форт Ліберті (Центр підготовки спеціальних операцій), працює в компанії Global Security

### Інші персонажі
- Дмитро Аркадійович Попов: колишній оперуповноважений КДБ, звільнений через скорочення бюджету, найнятий Брайтлінгом для організації нападів терористів.
- Сандра «Сенді» Кларк: дружина Джона Кларка, медсестра.
- Патриція «Петсі» Кларк-Чавес: дочка Джона Кларка та вагітна дружина Домінго Чавеса, доктор медичних наук.
- Ернст Модель: соціопат колишній член фракції Червоної армії, який керує невдалим пограбуванням банку в Берні.
- Ганс Фюрхтнер: лівий терорист, завербований Поповим, щоб захопити замок багатого австрійського бізнесмена.
- Петра Дортмунд: ліва терористка, давній партнер Фюрхтнера.
- Ервін Остерманн: австрійський фінансист, взятий у заручники Фюрхтнером і Дортмундом у своєму замку.
- Андре Герр: колишній член Action Directe, який керував терористами у Worldpark.
- Шон Ґрейді: тимчасовий командир осередку ІРА, який керує нападом на лікарню Герефорд.
- Том Салліван: агент ФБР, який працює в Нью-Йорку і розслідує зникнення Мері Банністер.
- Френк Четем: агент ФБР, партнер Саллівана.
- Ед Фолі: директор Центрального розвідувального управління.
- Мері Пет Фолі: заступник директора ЦРУ з операцій і дружина Еда Фолі.
- Мері Банністер: піддослідна, інфікована «Шивою», якій вдалося надіслати електронного листа своєму батькові, а той сповістив про викрадення ФБР.

## Теми
«Райдуга Шість» досліджує проблему радикального захисту навколишнього середовища. Відповідно до нарису Марка Керазіні про роман, філософія антагоністів розглядається як крайня форма натуралізму, заснована на погляді Жана-Жака Руссо про те, що функції суспільства розбещують людство і що «природний або примітивний стан насправді є морально вищим за цивілізацію». У романі є елементи, знайдені у фільмах про Джеймса Бонда: біологічна зброя, яка використовується, щоб знищити людську расу, божевільні вчені, які планують панувати над світом, і високотехнологічні таємні бази, приховані від цивілізації. Кленсі робить сюжет релевантним і морально неоднозначним, використовуючи мотивації, схожі на мотиви реальних радикальних екоцентричних захисників навколишнього середовища та глибоких екологів, таких як Пентті Лінкола та Пол Р. Ерліх, а не загально поширене бажання влади та зухвале людиноненависництво. У кількох аспектах критики відзначили подібність у спробі контролю над чисельністю населення з пізніше випущеними сюжетами роману Kingsman: The Secret Service і Inferno Дена Брауна, та з Таносом у Marvel Avengers: Infinity War і Avengers: Endgame.

## Розвиток
Концепція «Райдуги Шість» була задумана в результаті обговорення між Кленсі та Дагом Літлджонсом, колишнім командиром підводного човна Королівського флоту та генеральним директором Red Storm Entertainment, компанії з розробки відеоігор, співзасновником якої став Кленсі в 1996 році. Їхня дискусія відбулася під час екскурсії компанією Red Storm у колоніальному Вільямсбурзі, коли Літлджонс запропонував стратегічний шутер, заснований на команді порятунку заручників ФБР. Коли Кленсі згадав, що він пише роман про команду порятунку заручників, їхня розмова призвела до того, що Літлджонс звернув увагу на тривалі дипломатичні затримки з наданням дозволу на розгортання іноземного антитерористичного підрозділу за кордоном, і він запропонував концепцію постійного антитерористичного підрозділу, який уже мав дозвіл на розгортання на міжнародному рівні. Назва «Райдуга» походить від терміну «Райдужна нація», терміна, введеного Десмондом Туту для опису Південної Африки після апартеїду за президентства Нельсона Мандели. Позивний «Шість» походить від американського коду звання капітана (O-6); хоча Кларка точніше було б описати як генерал-майора (O-8), саме такий ступінь згадано у романі, але «Райдуга Шість» читається краще, ніж «Райдуга Вісім». Стратегічний шутер, запропонований Літлджонсом, зрештою був розроблений як комп'ютерна гра «Tom Clancy's Rainbow Six».

## Рецепція
Книга отримала неоднозначні відгуки. Журнал «Entertainment Weekly» похвалив «розгалужений, Бондескний сюжет» роману, а також сцени дії, які є «яскравими та кінематографічними — і, зокрема, позбавлені кліше малобюджетних фільмів та подібного тону у діалогах». Видання «Publishers Weekly також назвало сцени «надзвичайно напруженими, захоплюючими комбо майстерно деталізованих боїв та первинних емоцій».
Критика акцентувала на «плоских» персонажах і неправдоподібності сюжету. У рецензії від Orlando Sentinel говориться: «Кленсі, можливо, перетнув межу в царство неймовірного… Я підозрюю, що навіть деякі з його найзапекліших шанувальників похитають головами, дивлячись на частини цього роману». Entertainment Weekly також зазначає, що «деякі другорядні персонажі [Кленсі] створюють плоске, схоже на дешевий роман відчуття». Канадський еколог Пол Вотсон засудив книгу як «жорстокий наклеп на рух захисників навколишнього середовища, що втілює, посилює та пакує всі найгірші стереотипи та упередження».

## Адаптації

### Відеогра
Відеогра Tom Clancy's Rainbow Six вийшла 21 серпня 1998 року, приблизно через два тижні після виходу роману. Вона була розроблена разом з романом і ґрунтувалася на ранньому рукописі. Гра була розроблена компанією Red Storm Entertainment (співзасновником якої був Кленсі в 1996 році) на основі їхньої попередньої концепції групи порятунку заручників ФБР у міжнародному середовищі. Tom Clancy's Rainbow Six мала комерційний успіх для Red Storm. Вона зробила революцію в жанрі шутерів від першої особи, змусивши гравця мислити тактично й реалістично в кожній місії, на відміну від аркадних шутерів того часу.

### Екранізація
Права на екранізацію роману були передані Paramount Pictures Майклом Овітцем через його Artists Management Group у березні 1999 року, з письменником Джонатаном Хенслеєм, який вів переговори про написання адаптації сценарію, а Овітц приєднався як продюсер. Інші сценаристи, зокрема Майкл Шиффер, Білл Вішер, Арт Монтерастеллі, Френк Каппелло і Джон Енбом усі працювали над сценарієм на різних етапах. Такі режисери, як Джон Ву і Зак Снайдер, раніше були призначені режисерами.
У липні 2017 року студія Paramount Pictures оголосила про плани зняти екранізацію роману з Аківою Голдсманом як продюсером і новий сценарієм написаним Джошем Аппельбаумом і Андре Немеком. Повідомлялося, що Раян Рейнольдс веде переговори про роль Джона Кларка. У вересні 2018 року було оголошено, що Майкл Б. Джордан зіграє Джона Кларка у двосерійній серії фільмів, де «Райдуга Шість» стане передбачуваним продовженням фільму «Без докорів сумління». У січні 2023 року було підтверджено, що режисером фільму «Райдуга Шість» стане Чед Стахельскі, а Майкл Б. Джордан знову зіграє роль Кларка.